# Hersiliola bayrami
Espèce
Hersiliola bayrami est une espèce d'araignées aranéomorphes de la famille des Hersiliidae.

## Distribution
Cette espèce est endémique de la province d'Antalya en Turquie,.

## Étymologie
Cette espèce est nommée en l'honneur d'Abdullah Bayram.

## Publication originale
- Danışman, Sancak, Erdek & Coşar, 2012 : A new species of the genus Hersiliola Thorell, 1870 from Turkey (Araneae: Hersiliidae). Zoology in the Middle East, vol. 55, p. 85-88.